# Andino (Burgos)
Andino es una localidad del municipio de Villarcayo de Merindad de Castilla la Vieja, en la provincia de Burgos, perteneciente a la comarca de Las Merindades, y al partido judicial de Villarcayo.

## Geografía
Bañada por el arroyo de Santa Olalla, afluente del río Nela por su margen izquierda; a 5 km de Villarcayo, cabecera municipal, y a 70 de Burgos.

### Localidades limítrofes
Andino limita al norte con Villarcayo, al nordeste con Santa Cruz de Andino, al este con Villarías, al sureste con La Aldea, al sur con Bisjueces, al suroeste con Villalaín y al noroeste con Horna.

## Demografía
En el censo de 1950 contaba con 51 habitantes, reducidos a 4 en el padrón municipal de 2024.

## Patrimonio
Prácticamente abandonado, tiene una iglesia románica en ruinas, así como la torre-palacio de los Rueda, del siglo XV.

## Historia
Las granjas de Andino y de Andinillo en el Partido de Horna uno de los tres en que se dividía la Merindad de Castilla la Vieja, adscrita al Corregimiento de las Merindades de Castilla la Vieja, jurisdicción de señorío ejercida por la Casa de Rueda.
A la caída del Antiguo Régimen queda agregado al ayuntamiento constitucional de Merindad de Castilla la Vieja, en el partido de Villarcayo perteneciente a la región de Castilla la Vieja.